# Zophoryctes flavopilosus
Zophoryctes flavopilosus là một loài nhện trong họ Barychelidae. Loài này phân bố ở Madagascar.